# Concurso de acreedores
Se denomina concurso de acreedores, convocatoria de acreedores o concurso preventivo al procedimiento judicial regulado por el derecho concursal que tiene lugar cuando una persona física o jurídica deviene en una situación de insolvencia en la cual no puede hacer frente a la totalidad de los pagos que adeuda. El concurso de acreedores abarca tanto las situaciones de quiebra como las de suspensión de pagos.
Cuando el fallido o deudor se encuentra declarado judicialmente en concurso, se procede a realizar un procedimiento concursal, en el cual se examina si el deudor puede atender a parte de la deuda con su patrimonio a las obligaciones de pago pendientes. También caben los acuerdos colectivos entre el deudor y los acreedores con la finalidad de reducir o aplazar el pago de algunas deudas, buscando la solución consensuada menos gravosa para todos.
Con el sistema del concurso de acreedores, el ordenamiento jurídico establece un mecanismo mediante el cual se procede a realizar el reparto de bienes del deudor entre todos sus acreedores, en función de prioridades y prelaciones de créditos que se establecen por ley.

## Presupuestos del concurso
Condiciones necesarias que impone la ley para que proceda la declaración de apertura del concurso:

### Presupuesto subjetivo
Condición subjetiva necesaria para la declaración de concurso.
Puede abrirse concurso respecto de persona natural, persona jurídica constituida con arreglo al derecho privado o la herencia yacente.
Prohibición: entidades que integran la organización territorial del Estado, los organismos públicos y demás entes de derecho público.

### Presupuesto objetivo: insolvencia
La insolvencia es un estado en el que el deudor no puede cumplir regularmente sus obligaciones exigibles (art 2.2 LC). La incapacidad de cumplimiento puede deberse tanto a una insuficiencia de patrimonio como a un estado de iliquidez.
La ley concursal distingue entre diferentes situaciones:

#### Insolvencia actual (situación de fondo)
Cuando el deudor no puede cumplir regularmente sus obligaciones exigibles por encontrarse en:
- Situación de déficit o desbalance patrimonial (insuficiencia de bienes propios)
- Falta de crédito

A su vez, la ley enumera una serie de hechos externos cuya concurrencia permite presumir la situación de insolvencia (art 2.4 LC): su propósito es facilitar la declaración del concurso cuando sea solicitado por un acreedor, pero en este caso sólo podrá fundarse en alguno de los hechos enumerados, y no en otro distinto por muy revelador de la situación de insolvencia que sea (título por el cual se haya despachado ejecución o apremio sin que del embargo resultasen bienes libres bastantes para el pago). La presunción admite prueba en contrario del deudor, que acredite su solvencia a pesar de la concurrencia del hecho externo.
La existencia de alguno de los hechos fundamenta la solicitud de declaración de concurso:
1. Sobreseimiento general en el pago corriente de las obligaciones del deudor.
2. Existencia de embargos por ejecuciones pendientes que afecten de una manera general al patrimonio del deudor.
3. Alzamiento o liquidación apresurada o ruinosa de sus bienes por el deudor.
4. Incumplimiento generalizado de obligaciones de alguna de las clases siguientes:
  1. pago de obligaciones tributarias exigibles durante los 3 meses anteriores a la solicitud de concurso.
  2. pago de cuotas de la Seguridad Social y demás conceptos de recaudación conjunta durante los 3 meses anteriores a la solicitud de concurso.
  3. pago de salarios e indemnizaciones y demás retribuciones derivadas de las relaciones de trabajo correspondientes a las 3 últimas mensualidades.

#### Insolvencia inminente
Cuando el deudor prevea que no podrá cumplir regular y puntualmente sus obligaciones. En este caso la legitimación exclusiva para solicitar la declaración de concurso con este fundamento corresponde al deudor (llamado concurso voluntario); no al acreedor.

### Presupuesto adicional
Este presupuesto no se encuentra formulado legalmente, pero es requisito del concurso que el deudor lo sea de una pluralidad de acreedores.

## Aspectos Generales del Concurso de Acreedores en Diferentes Jurisdicciones
El concurso de acreedores, conocido en algunos países como bancarrota o insolvencia, es un procedimiento legal que permite a una persona física o jurídica que no puede cumplir con sus obligaciones financieras reorganizar sus deudas bajo la supervisión de un tribunal. Aunque los detalles específicos del proceso pueden variar según la legislación de cada país, existen varios principios y etapas comunes internacionalmente:

### Tipos de Concurso de Acreedores
Generalmente, los procedimientos de concurso pueden iniciarse de manera voluntaria por el deudor o de manera necesaria por los acreedores. La opción voluntaria ocurre cuando el deudor reconoce su incapacidad para pagar sus deudas, mientras que la necesaria es impulsada por los acreedores al evidenciar la insolvencia del deudor.

#### Proceso Legal
El proceso típicamente comienza con la presentación de una solicitud ante un tribunal competente, donde se deben adjuntar evidencias de la situación financiera del deudor, como estados financieros y listados de acreedores y deudas. El tribunal entonces decide si acepta el caso y, de ser así, procede a nombrar un administrador o síndico concursal.

#### Administración del Concurso
Este administrador tiene la responsabilidad de supervisar el proceso, manejar los activos del deudor y, en muchos casos, operar el negocio durante el período del concurso. Su objetivo principal es maximizar el retorno a los acreedores mientras se protege, en la medida de lo posible, la viabilidad de la empresa deudora.

#### Acuerdo con los Acreedores
Uno de los objetivos clave del concurso es lograr un acuerdo entre el deudor y sus acreedores para reestructurar las deudas, lo que puede incluir la reducción del monto de las deudas, la extensión de los plazos de pago, o la liquidación de activos para pagar a los acreedores. Este acuerdo necesita la aprobación de una mayoría de los acreedores y la ratificación por parte del tribunal.